# Deliranta Rococó
Deliranta Rococó va ser una sèrie d'historietes creada per Martz Schmidt per a les revistes "Mortadelo" i "Súper Mortadelo" d'Editorial Bruguera en 1979. Va comptar amb guions de José Luis Ballestín, Jaume Ribera, Aurelio Soto o Montserrat Vives.

## Trajectòria editorial
A part de a "Mortadelo" i "Súper Mortadelo", Deliranta Rococó es va publicar en altres revistes de l'editorial, com "Bruguelandia", "Pulgarcito", "Mortadelo Especial" i "Súper Carpanta".
Edicions B va publicar algun àlbum recopilatori de la sèrie a finals dels vuitanta com a part de la colección Olé!.

## Valoració
Per al crític Antoni Guiral, Deliranta Rococó es vincula argumentalment amb altres sèries de la primera etapa de l'escola Bruguera, donada la seva representació de les classes socials, destacant a més per l'expressivitat gràfica de Martz Schmidt.

## Historietes llargues
La majoria de les historietes de Deliranta Rococó eren curtes de 2 o 4 pàgines, no obstant això es van realitzar les següents aventures llargues del personatges:
- Sansona Superwoman: iniciada en l'última etapa del Mortadelo setmanal (des del nº 184) i finalitzada a Zipi i Zape Extra.
- La pasanta y Olimpín: publicada a Súper Zipi i Zape, a partir del nº 103.
- Maga Pitorrisa: publicada en Súper Zipi i Zape 132-143.
- La cumbre del Trueno: publicada a Zipi i Zape Extra, 46-54.
- La Tolomea: Publicada a Zipi i Zape Extra, 55-61 (va quedar inconclusa per la cancel·lació de la revista).